# Verzioniranje softvera
Verzioniranje softvera (eng. software versioning) je proces pridavanja jedinstvenog imena ili jedinstvenog broja nekoj inačici softvera. 
Brojevi se unutar određene inačice dodjeljuju rastućim redom i odražavaju novorazvijene mogućnosti u softveru. To je i kod malih i kod velikih izdanja. Nadzorom inačica se često služi da bi se pratilo rastuće različite inačice elektroničke informacije, bez obzira radilo se to o cijelome softveru ili samo njegovu dijelu, primjerice programskoj knjižnici, a radi razlikovanja starijih od novijih izdanja. 

## Primjer verzioniranja
Broj velikog izdanja (eng. major release, nje. Hauptversionsnummer) označuje značajne promjene u programu.
Broj malog izdanja (eng. minor release, nje. Nebenversionsnummer) uglavnom označuje funkcionalna proširenja programa.
Broj revizije inačice (eng. patch level, nje. Revisionsnummer) sadrži ispravke bugova.
Gradidbeni broj (eng. build number, nje. Buildnummer) označuje male korake u izgradnji. Primjerice, brojanjem se broj povećava za jedan za svaki korak prevođenja koda, počevši od 0001. Inačica 5.0.0-3242 stoji za 3242. prevođenje koda nekog softvera.
Primjer za 2. inačicu programa, 3. malo izdanje i 5. ispravku bugova, gradidbeni broj 0041: 
```
2.3.5-0041
│ │ │  └────── gradidbeni broj
│ │ └───────── broj revizije inačice
│ └─────────── broj malog izdanja
└───────────── broj velikog izdanja
```

## Drugi projekti
- de:Variante (Software)
- de:Version (Software)

## Vanjske poveznice
- (engl.) Software Release Practice Howto
- (engl.) Software version numbering at Everything2
- (engl.) Why most versioning problems are caused by backwards in-compatibility
- (engl.) Semantic Versioning Specification (SemVer)